# هانبی
هانبی در اساطیر سومری و اکدی به هانبی و در غرب به هانپا شناخته شده‌است. او پدر هومبابا و پازوزو می‌باشد، و بیشتر به خاطر رابطه اش با پازوزو شناخته شده‌است.